# Krummes Tor

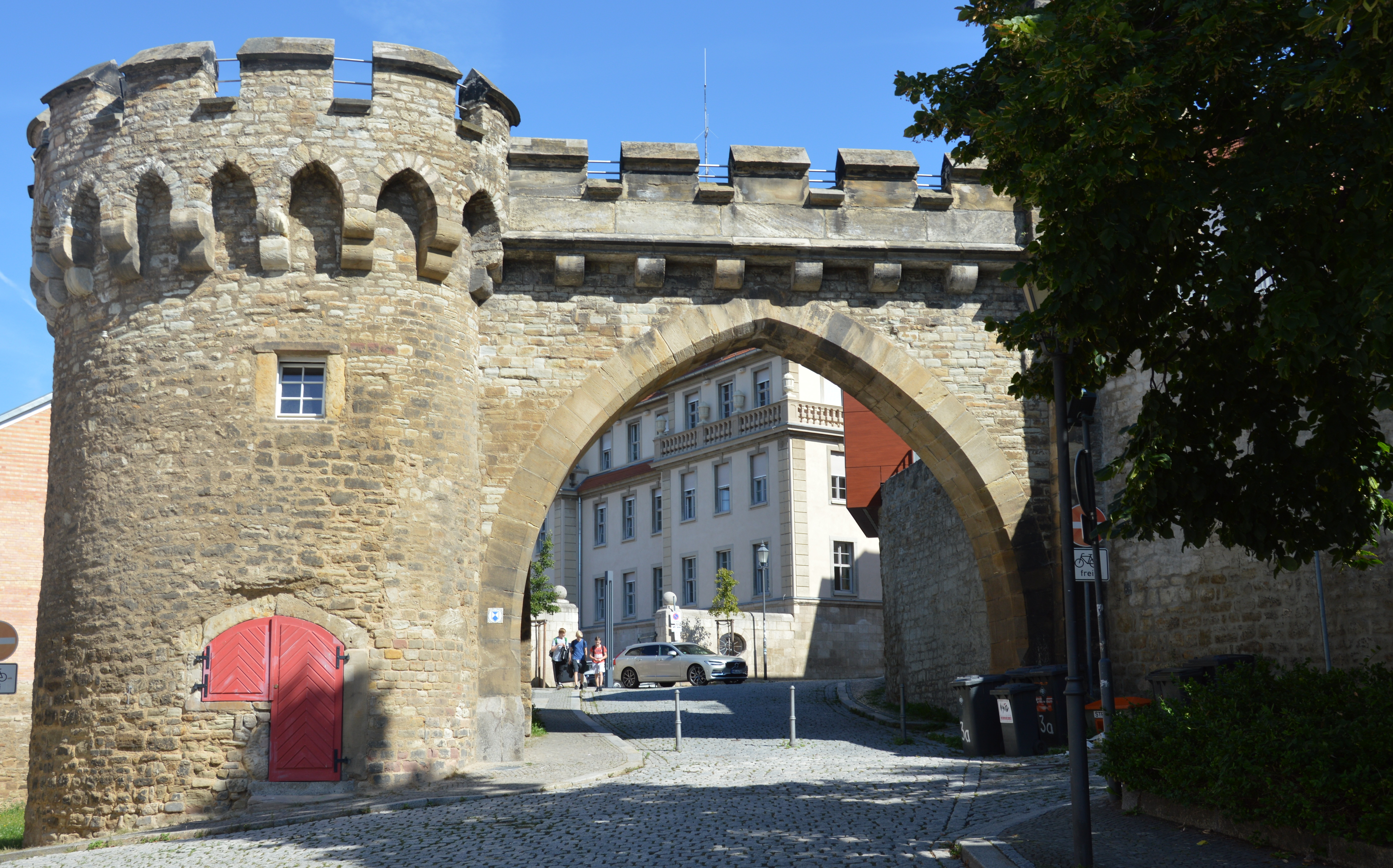
Krummes Tor, 2017

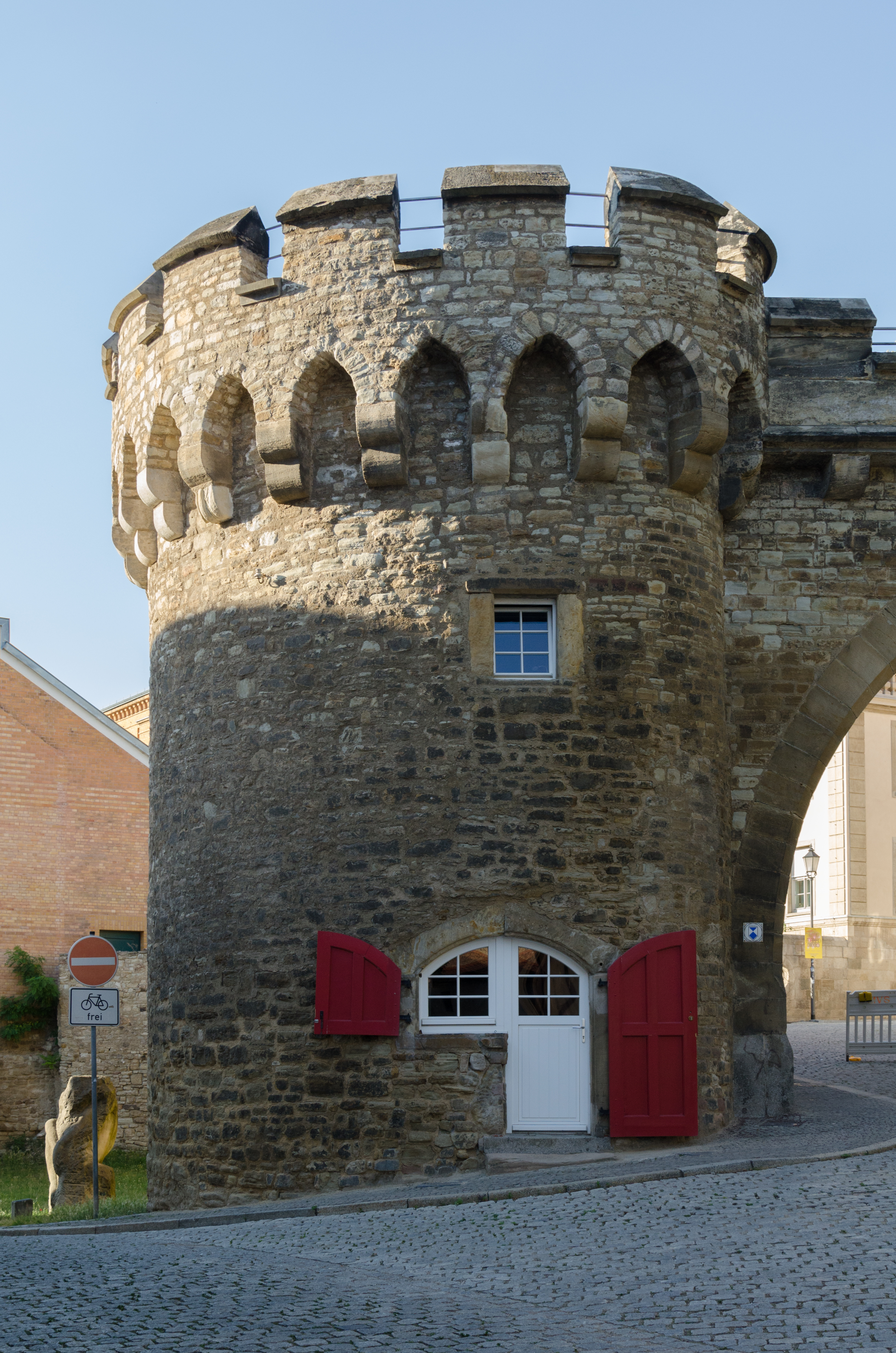
Torturm, 2015

Das Krumme Tor ist ein Tor der denkmalgeschützten Domburg in der Stadt Merseburg in Sachsen-Anhalt.

## Lage
Es überspannt die Domstraße in Merseburg und liegt etwas westlich des Merseburger Doms.

## Architektur und Geschichte
Das Krumme Tor gehörte zum äußersten von drei Mauerringen der Domburg. Die Wehranlage entstand in der Zeit des Hochmittelalters. In der Zeit um 1430 wurde das ursprüngliche Krumme Tor, bestehend aus einem runden Torturm und der eigentlichen Toranlage, erneuert. 1822 wurde die Toranlage abgerissen, dann jedoch im Jahr 1888 in veränderter heutiger Form romantisierend neu errichtet. Der ursprüngliche Turm blieb erhalten. Die ursprüngliche Gestaltung der Bekrönung des Turms, ohne Zinnen, ist an der freigelegten Nordseite zu erkennen.
Im Jahr 2006 wurde der Torturm zur privaten Wohnnutzung ausgebaut.